# Rathebur
Rathebur is een plaats en voormalige gemeente in de Duitse deelstaat Mecklenburg-Voor-Pommeren, en maakt deel uit van de gemeente Ducherow in het district Vorpommern-Greifswald.